# Markus Othmer

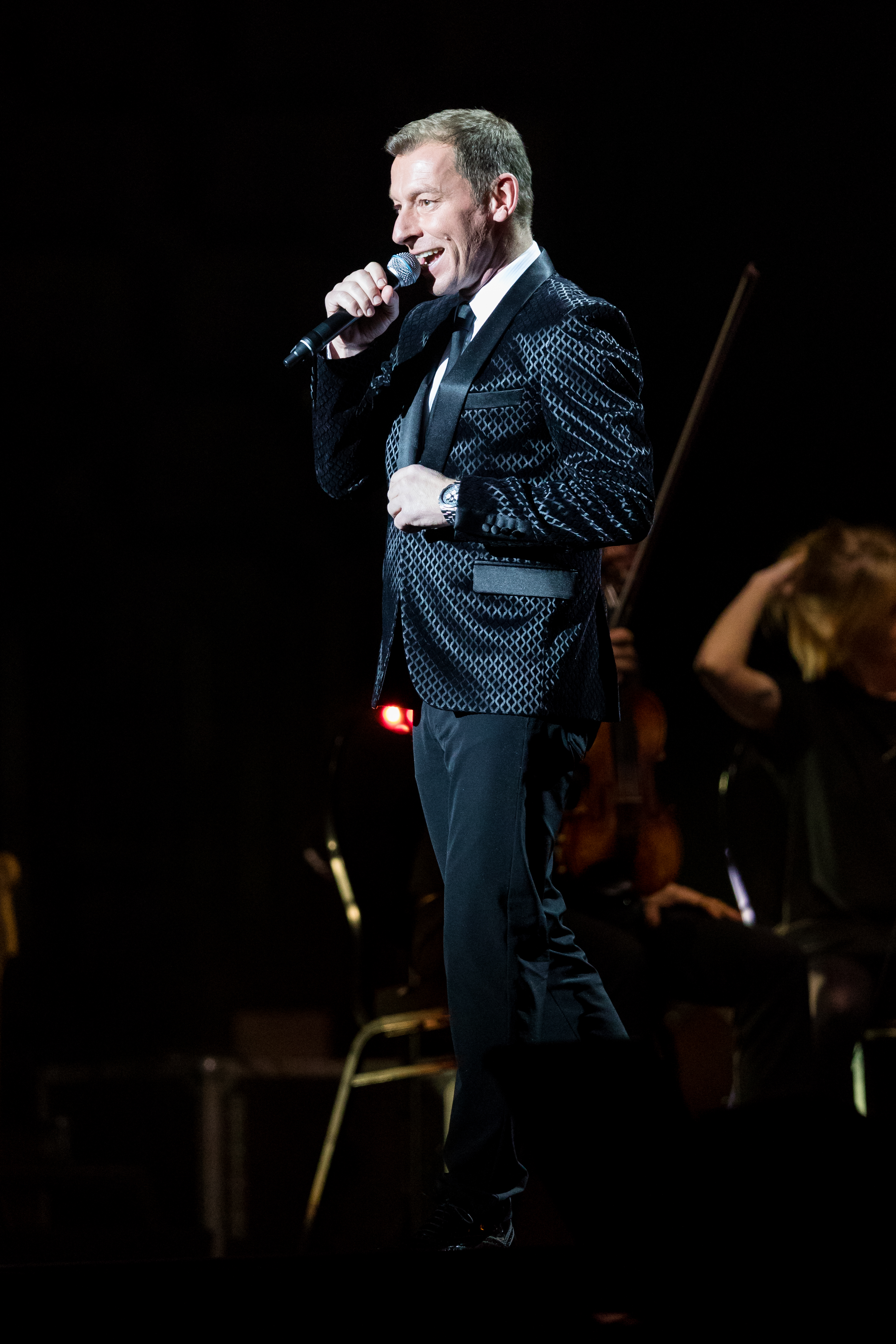
Markus Othmer bei Night of the Proms 2017 in Mannheim

Markus Othmer (* 10. Februar 1965 in Nürnberg) ist ein deutscher Radio- und Fernsehmoderator. Neben der ARD Sportschau und dem ARD-Mittagsmagazin moderiert der Mittelfranke, wie schon 1993 bis 1995, seit 2005 wieder Blickpunkt Sport im BR Fernsehen.

## Berufsleben

### Radio
Nach einem Studium der Politikwissenschaften an der LMU München u. a. bei Julian Nida-Rümelin begann Markus Othmer 1986 seine berufliche Ausbildung beim Lokalradio Radio F im Verlagshaus Nürnberger Presse. Unter anderem war er nach seinem Volontariat für das Kicker-Sportmagazin als freier Mitarbeiter tätig. Von 1989 bis 1997 moderierte Markus Othmer für den privaten Radiosender Antenne Bayern und wechselte dann zu Bayern 3. Hier war er bis 2008 im Wechsel mit Roman Roell einer der MorningShow-Moderatoren.

### Fernsehen
Nach Stationen bei Sat.1 (ran – Sat.1 Bundesliga), ZDF und tm3 (Champions League) ist Markus Othmer derzeit einer der Sportschau-Kommentatoren bei der ARD und moderiert die Sportnachrichten im ARD-Mittagsmagazin. Zudem ist er jeden Sonntagabend als Moderator der Sendung Blickpunkt Sport im BR Fernsehen zu sehen. Daneben moderiert er für den BR Events wie die Meister- und Pokalfeier des FC Bayern München auf dem Münchner Rathausbalkon oder den Bayerischen Sportpreis. 2009 moderierte er die Leichtathletik-Weltmeisterschaften in Berlin.
Zudem hatte er zwei Gastauftritte bei Walulis sieht fern.

### Events
Abseits von Fernseh- und Radiosendungen moderiert Markus Othmer seit vielen Jahren hochkarätige Veranstaltungen wie die Night of the Proms oder Benefizgalas zur Förderung des sportlichen Nachwuchses in Deutschland. Markus Othmer ist Mitglied im Freundeskreis der Special Olympics München 2012 (Special Olympics National Games) und Kuratoriumsmitglied sowie Medienbotschafter der Bayerischen Sportstiftung.

### Universität
Als Dozent lehrt Markus Othmer an Hochschulen wie der TU München, der Munich Business School, der WHU Düsseldorf und der Ascensio Akademie Palma. Als Coach unterstützt er Moderatoren und Volontäre sowie Spitzensportler und Führungskräfte aus der Wirtschaft in Präsentation und Auftreten vor der Kamera.

## Privates
Markus Othmer spielt regelmäßig Fußball in der Spielvereinigung Unterhaching sowie für die Traditionsmannschaften des 1. FC Nürnberg. In Nürnberg war er schon in seiner Jugend als Spieler aktiv und später auch als Stadionsprecher im Frankenstadion zu hören. Markus Othmer ist Vater von drei Kindern, nicht verheiratet und lebt in München.